# Lukáš Jašek
Lukáš Jašek (28. srpna 1997, Třinec) je český hokejista. Hraje na postu útočníka.

## Hráčská kariéra
Statistiky Lukáše Jaška
- 2010-11 HC Třinec U16
- 2011-12 HC Třinec U16, HC Třinec U18
- 2012-13 HC Třinec U16 HC Třinec U18
- 2013-14 Södertälje SK J18 Södertälje SK J20
- 2014/2015 HC Třinec U20, HC Oceláři Třinec ELH
- 2015/2016 HC Třinec U20, HC Oceláři Třinec ELH, 2015/2016 HC Frýdek-Místek (střídavé starty)
- 2016/2017 HC Oceláři Třinec ELH
- 2017/2018 Bílí Tygři Liberec ELH, Utica Comets (AHL)
- 2018/2019 Utica Comets (AHL)[1]
- 2019/2020 Utica Comets (AHL)
- 2020/2021 HC Oceláři Třinec ELH
- 2020/2021 Utica Comets
- 2021/2022 Pelicans (Finsko)
- 2022/2023 Pelicans (Finsko)
- 2023/2024 IK Oskarshamn (SHL)
- 2024/2025 MODO Hockey (SHL)
- 2025/2026 Tampereen Ilves